# Malaiische Feldratte
Die Malaiische Feldratte (Rattus tiomanicus) ist eine Ratte und gehört zu der Unterfamilie der Altweltmäuse (Murinae).

## Merkmale
Diese Art wird 14 bis 19 Zentimeter (Kopf-Rumpf-Länge) lang. Der Schwanz ist mit 12 bis 20 Zentimetern in der Regel etwas länger. Adulte Tiere wiegen 80 bis 130 Gramm. Das Fell ist auf der Oberseite braun, die Bauchseite ist hellgrau bis weiß. Sie besitzt kein dichtes Fell. Der Schwanz ist auf der Oberseite dunkel und auf der Unterseite hell gefärbt, die Ohren sind groß und dünn behaart. Die Füße sind breit und auf der Oberseite nicht behaart. R. tiomanicus ist hauptsächlich nachtaktiv.

## Verbreitung

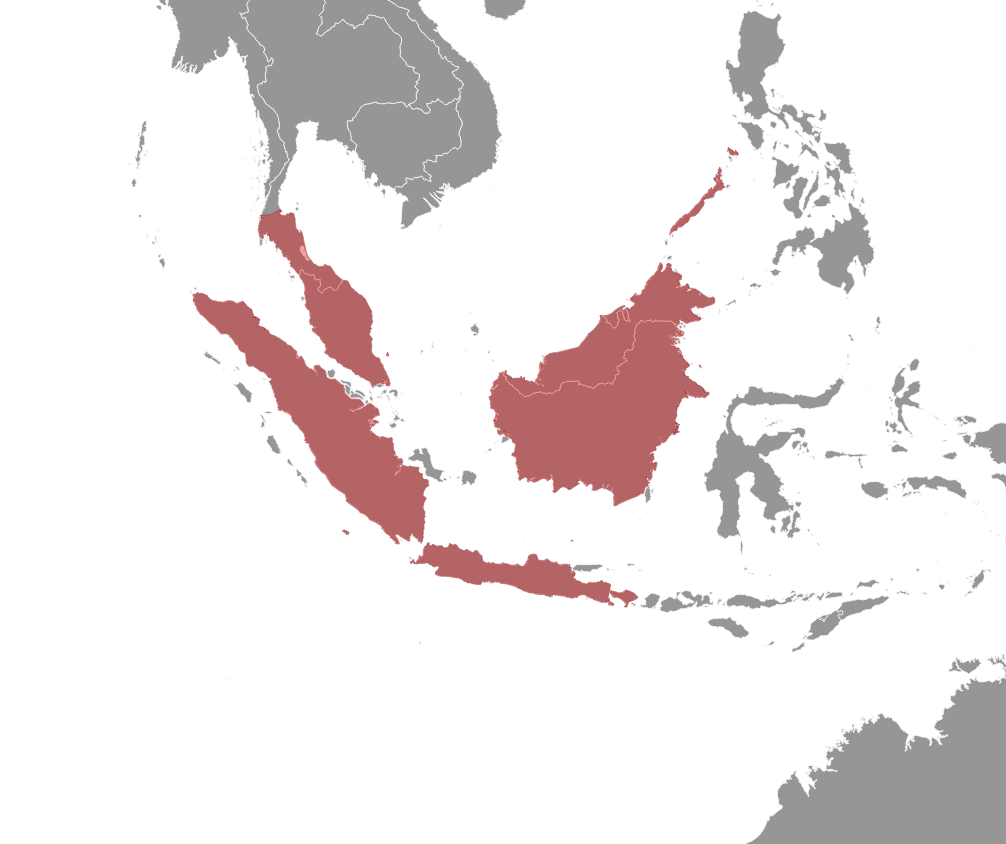
Verbreitungsgebiet der Malaiischen Feldratte

Sie lebt auf der Malaiischen Halbinsel, Borneo, Palawan, Sumatra, Java und den benachbarten kleinen Inseln. Es ist noch unklar, ob die Inselpopulation dieser weitverbreiteten Art Unterarten oder separate Arten sind. Formen wie Rattus mindorensis (Mindoro), Rattus simalurensis (Simalur-Inseln) und Rattus burrus (Nikobaren) gehören vielleicht auch zu dieser Art. Sie wurde früher auch Rattus jalorensis genannt oder ist mit der Hausratte (Rattus rattus) konfusiert. Sie tritt auch auf kleinen Inseln auf wie Enggano (bei Sumatra) und Arena, Bancalan, Busuanga, Calauit und Palawan im Südwesten der Philippinen.

## Lebensweise
Die Malaiische Feldratte ist eine waldbewohnende Ratte, die vorwiegend in Habitaten wie Sekundärwäldern, Küstenwäldern, Mangroven, Graslandschaften und Plantagen vorkommt. Ortschaften werden selten und nur dann bewohnt, wenn dort keine Hausratten vorkommen. Sie legt keine unterirdischen Baue an, Nester sind eher in den Kronen von Palmen sowie in hohlen oder am Boden liegenden Stämmen zu finden. Die Nahrung besteht vorwiegend aus Früchten, in Ölpalmenplantagen kann durch R. tiomanicus bis zu 5 % der Ernte vernichtet werden. Diese Art legt Futterreserven in Anhäufungen abgeschnittener Farnwedel sowie in alten Stämmen an. Selten werden dazu auch von anderen Ratten angelegte, unterirdische Baue genutzt. In Plantagen bewohnen einzelne Tiere sehr kleine Gebiete, die nur wenige benachbarte Palmen umfassen können.
Es kann das ganze Jahr über zu Fortpflanzung kommen, wobei ein Wurf zwei bis sieben Jungtiere umfassen kann.